# Гырба (приток Косъю)
Гырба — река в России, течёт по территории Удорского района Республики Коми. Правый приток реки Косъю.
Длина реки составляет 24 км.
Течёт по лесной местами болотистой местности. В верхней половине реки генеральным направление течения является юг, в нижней — юго-запад. Впадает в Косъю на высоте 85 м над уровнем моря.

## Данные водного реестра
По данным государственного водного реестра России относится к Двинско-Печорскому бассейновому округу, водохозяйственный участок реки — Мезень от истока до водомерного поста у деревни Малонисогорская. Речной бассейн реки — Мезень.
Код объекта в государственном водном реестре — 03030000112103000047313.